# Crkva sv. Jurja u Petrovaradinu
Crkva sv. Jurja u Petrovaradinu nalazi se u podgrađu petrovaradinske tvrđave, u Srijemu, u Vojvodini, u Srbiji.
U toj crkvi je 16. listopada 1801. kršten hrvatski ban Josip Jelačić.

## Povijest i izgled crkve sv. Jurja u Petrovaradinu
Crkvu su poslije odlaska Turaka izgradili Isusovci.
Isusovce je u Petrovaradin doveo kardinal, grof Leopold Karlo Kolonić, za vrijeme isusovačkog generala o. Tirza Gonzalesa de Aantella (1687-1703.) u Rimu. Imena petrovaradinskih isusovaca prvi put nalazimo u šematizmu isusovačkog reda iz 1695. godine, u kojem se spominje o. Ivan Farkaš kao starješina, a o. Ignacije Rames kao dušobrižnik za Nijemce u Petrovaradinu. Petrovaradinska Isusovačka misija je jedna od jedanaest osnovanih misija u tadašnjoj austrijskoj provinciji.
Isusovci su u Petrovaradinu obavljali župničke poslove iako nije postojala župa. Ovi navodi dokazuju činjenicu da prilikom dolaska isusovaca u Petrovaradinu nije bilo crkve, osim male kapele svetog Jurja u Gornjoj tvrđavi (koja je davno porušena). U namjeri da bi što skorije došli do crkve, zamolili su isusovci kardinala Kolonića da im se preda za bogosluženje napuštena džamija kod Tekija, udaljena četiri kilometra od Petrovaradina. Ovu džamiju pretvorili su u kapelu Bezgrješnog začeća Blažene Djevice Marije. U obnovljenoj crkvi na Tekijama obavljali su isusovci vjersku službu.
Čim su se isusovci afirmirali u Petrovaradinu, počeli su zidati crkvu sv. Jurja. Prema Matiji Paviću, koji se poziva na zapisnik kanonskih vizitacija biskupa  Szőrenyia iz 1736-1746. godine, gradnja je financirana iz milodara, koji su tokom godine nadmašili svotu od 500 rajnskih forinti. Crkvu je u kratkom roku sagradio poduzetni i sposobni isusovac Ivan Farkaš, tako da je u njoj, već iste godine (1701.), uza silno mnoštvo, svečano proslavljeno Ignacijevo, 31. srpnja. Crkva je posvećena 20. svibnja 1714. godine.
Kanonski je župa osnovana u Tvrđi po kardinalu Koloniću 1701. godine. Župnikom je bio sve do ukinuća reda Družbe isusove 1773. godine, superior komu je Kolonić odredio bir u vinskoj desetini. Isti je odlukom od 13. srpnja 1703., godine izuzeo župu od redovite jurisdikcije srijemskog biskupa i podredio ju neposrednoj jurisdikciji ostrogonskoga nadbiskupa.
Crkva je sagrađena u baroknom stilu, bez pretjerivanja i bogatog kićenja. Orijentirana je svojom duljom osi sjever-jug, ako se zanemari odstupanje kuta od 15 stupnjeva prema istoku, odnosno sa začelja zapadu. Glavno pročelje i ulaz u crkvu je na sjevernoj strani, iz Strossmayerove ulice, s pogledom na ulicu Vladimira Nazora (prije Isusovačka potom Ilirska). 
Pročelje crkve se odlikuje izvanrednom elegancijom barokne arhitektonike, paladijevski mirne, u čemu se graditelj očigledno ugledao na matičnu isusovačku crkvu Il Gesu (Isus) u Rimu. Osnova oblika crkve je pravokutnik s jednim brodom (lađom) kojem je u dubini sužena apsida. Vanjska dužina je 36,7 m, širina 14,75 m, unutarnji raspon građevine je 12,1 m, apsida 8,8 m, debljina zidova iznad poda je 1,3 m, a visina od poda do stropa je 13,8 m. Površina je oko 500 m2.
Uz crkvu izgrađen je samostan. Crkva i samostan povezani su trojim vratima: između sakristije i apside, između kora i „Strossmayerove sobe“ na prvom katu samostanske kuće, a u prizemlju, ispod kora, na lijevom bočnom zidu, načinjen je otvor s dvostrukim dvokrilnim vratima za prolaz u hodnik i dvorište samostanske kuće. Potonja komunikacija ostvarena je 1984. godine kao prijeka potreba kod crkvenih procesija. Crkvu sa samostanskim prostorom povezuje sakristija, dimenzija 6x6 m, u kojoj se čuva misno ruho s paramentima i ostalim inventarom koji se koristi u liturgiji. Fasada je obrađena postojanom žbuka rađenom od krupnog pijeska i vapna, prirodnog je tona i od proteka vremena dobila je patinu. 
Glavno pročelje sa sjeverne strane čine četiri pilastra preko kojih se iznad kapitela pružaju dva profilirana vijenca.
Produžena srednja dva pilastra nose na vrhu lučni fronton s frizom. Dva pilastra na krajevima ranije se prekidaju na svojim linijama u jednu skladnu cjelinu. Ovu harmoničnu arhitektonsku vrijednost remeti zvonik koji je 1736. godine premješten na prednju stranu crkve i ne čini estetsko jedinstvo s njom. 
Ispod današnjeg tornja nema okomite potpore stupova u prostoru kora. Cijelu konstrukciju zvonika nose vezači. Prednji dio krovnog vezača oslanja se na zid pročelja, a onaj koji nosi zvonik i krov oslanja se svojim krajevima na bočne podužne zidove. Crkveni zvonik isprva se nalazio na stražnjem dijelu crkve. Kada je 1736. godine premješten zvonik sa stražnje na prednju stranu popravljeno je i pročelje crkve u stilu klasičnog baroka. Pročelje je tada ukrašeno i kipovima sv. Franje Ksaverskog i sv. Ivana Nepomuka. U sredini pročelja crkve je glavni ulaz s pristupom od šest stuba i gazištem na tri strane.

### Unutrašnjost crkve
Zasvođena prostrana unutrašnjost kaosa i nešto suženog oltarnog dijela podijeljena je pilastrima koji nose ojačavajuće stropne lukove od oplate, trske i žbuke, a samo na užem dijelu iznad apside svod je od opeke. Visoke konstrukcije glavnog i pobočnih oltara rađene su od kamena, odnosno rezbarenog, štikiranog i pozlaćenog drveta, u stilu austrijske varijante rokokoa. Nad glavnim ulazom nalazi se kor s orguljama i kovanom ogradom iz prve polovine 18. stoljeća.
Monumentalni oltar iz crvenog mramora dovršili su domaći majstori tek 1774. godine, uoči Božića, a na polnoćki po prvi puta, župnik je na njemu pjevano prvu euharistiju, uz radosno sudjelovanje ogromnog mnoštva pobožnih Petrovaradinaca. Isto jutro su na njemu održane još čeitiri mise, a najsvečanija u pola devet uz jeku trubalja i bubnjeva.
Prema zapisu župnika Ivana Filipa Winklera von Mohrenstreita u “Protokolumu” župe, oltar je građen pune dvije godine. Ukrašen je relikvijarima i slikom sv. Jurja, zaštitnikom vojnika i vitezova, koju je izradio znameniti bečki slikar Felix Ivo Leicher za 500 forinti. Djelo toga slikara, najboljeg učenika glasovita austrijskoga baroknog majstora Franca Antona Maulbertscha, zbog neznanja, uklonjeno je 1906. godine i zamijenjeno bezvrijednim. 
Crkvu na slici simbolizira djevojka (Djevica, zaručnica Kristova).
Prema župnoj spomenici, oltarna slika sv. Jurja je 1903. godine nabavljena od češkog slikara Langa Reichemana i zajedno sa slikama sv. Franje Ksavera, sv. Petra i sv. Ivana Nepomuka plaćena 1.050 kruna.
Prema Franji Schamsu, na oltaru su stajali crveni kipovi triju apostola koji su vremenom nestali, a da o njima nema spomena u crkvenim knjigama.
Danas se na lijevoj strani glavnog oltara nalazi kip sv. Ignacija Lojole, utemeljitelja isusovačkog reda, koji u lijevoj ruci drži otvorenu knjigu. Na lijevoj strani knjige vide se slova A-D, a na desnoj M-G, što su kratice isusovačkog gesla: Ad Maiorem Dei Gloriam (Na veću slavu Božju). S desne strane oltara kip je isusovca sv. Franje Borgie. Uz sv. Ignacija nalazi se kip sv. Longina, a uz sv. Franju je kip sv. Dimitrija-srijemskog. Sadašnja oltarna slika sv. Jurja veličine je 7×4 m, a kipovi na istom oltaru visoki su 2 m.
Osim glavnog oltara podigli su isusovci i oltar sv. Križa (altare privi-legiatum) s raspelom od velike umjetničke vrijednosti.
„Altare Crucifixi“ bio je oltar Bratovštine muke i smrti Isusove (Congregatio Agoniae Domini illiti Bonae mortis), pa je vjerojatno i podignut troškom ove bratovštine. Kada je 1713. godine osnovana Bratovština, već prve godine u nju se upisalo preko 600 članova. Upisni album kupio je u Beču za 90 forinti perillustris D. Richardus de Keting. Ovaj oltar postao je i središtem pobožnosti koja se za Hrvate obavljala ponedjeljkom, a za Nijemce petkom. Bila su i dva glavna blagdana Bratovštine u godini, Gluha nedjelja i petak iza Svih Svetih, kada su se držale mise na oltaru Bratovštine za žive i pokojne članove, te litanije Muke Isusove i ostale pobožnosti. 
Oltar u čast Blažene Djevice Marije, s kipovima sv. Roka i sv. Sebastijana, visoki 1,60 m, zaštitnika od kuge i bolesti općenito, smješten je nasuprot oltaru sv. Križa. Ova dva kipa postavljena su na Gospin oltar poslije kuge koja je harala Petrovaradinom, od rujna do studenog, 1738. godine. Tom prigodom uvedena je procesija na dan sv. Fabijana i Sebastijana, 20. siječnja, iz gradske crkve u franjevačku crkvu s Presvetim oltarskim sakramentom. Svaki dan se 1738. godine zvonilo ujutro u 7 sati i popodne u 5 sati, da se narod moli za nebesku pomoć. Od tada se, do danas, spomendan sv. Fabijana i Sebastijana slavi kao zavjetni dan župe sv. Jurja. Za pomoć od bolesti kuge utjecalo se i sv. Rozaliji čiji se kip nalazio na Tekijama, a danas je u iksni pročelja, s desne strane ulaza crkve sv. Roka u Novom Majuru.
Na ovom oltaru, u čast Bogorodici u crkvi sv. Jurja, nalazi se i slika Snježne Gospe (Gospe tekijske). To je slika s kojom je, vojskovođa, Eugen Savojski, 5. kolovoza 1716. godine, ušao u kapelicu na Tekijama kod Petrovaradina zahvaliti Bogu i Bogorodici, čiji je bio veliki štovatelj, na izvanrednoj pobjedi nad Turcima. Slika se na prvu nedjelju iza Uskrsa (Bijelu nedjelju - Mladi Uskrs), prenosi u crkvu na Tekijama gdje ostaje do posljednje nedjelje mjeseca listopada, kada se ponovo vraća u crkvu sv. Jurja. U odsustvu ove slike na oltar se postavlja njezina manja kopija.
Isusovci su podigli i oltar sv. Franje Ksaverskog sa slikom sveca koja prikazuje njegovo apostolsko djelovanje. Franjo Ksaverski je bio misionar isusovačkog reda u Indiji, Kini i Japanu i jedan od osnivača reda sv. Ignacija. Stari Petrovaradinci su na posebnam način štovali sv. Franju Ksaverskog. 
Troškom od 90 forinti, 1732. godine, podignut je i oltar sv. Ivana Nepomuka. 8. studenog iste godine posvetio ga je pečuški biskup grof Sigismund Bereny, jer je ostrogonski nadbiskup bio spriječen. Sutradan, 9. studenog biskup je krizmao u Gradu, na Martinje 11. studenog, obavio je konsekraciju franjevačke crkve i krizmu u Starom Majuru. U Petrovaradinu je, naime, bilo dosta čeških časnika i vojnika koji su nastojali da njihov narodni svetac dobije oltar u crkvi. Sada je slika sv. Ivana Nepomuka s toga oltara smještena u hodnik ispred kapele na katu samostana.
Kako je sv. Ivan Nepomuk bio podjednako i zaštitnik mostova i prijevoza,  1735. godine je podignut na petrovaradinskoj obali kraj prijevoza (ad traiectum) i svečev kip, dok je na novosadskoj obali bila sagrađena kapela istomu svecu. Kip sv. Ivana Nepomuka premješten je kasnije u neposrednu blizinu pontonskog mosta, a prilikom gradnje novog mosta premješten je u portu crkve Uzvišenja sv. Križa u Ljudevit Dolu, gdje se i danas nalazi.
Na desnoj strani od ulaza u crkvu, u uglu ispod apside, nalazi se oltar sv. Petra apostola, postavljen 1903. godine. Na tom mjestu bio je stari oltar Blažene Djevice Marije.
Slika iznad svetohraništa (dimenzije 4×2 m) prikazuje sv. Petra kako prima ključeve kraljevstva nebeskog od Isusa. 
Desno od glavnog ulaza u crkvu, ispod kora, oltar je sv. Antuna Padovanskoga, kome se mnogi kršćani obraćaju za pomoć u posredovanju kod Boga za nalaženje izgubljenih stvari i izgubljenog mira. Lijevo od ulaza u crkvu ispod kora, kip je sv. Franje Asiškog, visok 1,6 m.  
Nabavljen je i isplaćen dobrovoljnim darovima vjernika, 1923. godine od tvrtke “Rosa Zarazio”  iz Rima, a po želji članova trećeg reda sv. Franje, osnovanog iste godine. Posveta je obavljena 25. studenog 1923. godine, zajedno s kipom sv. Antuna Padovanskog. Kipovi su vrlo lijepi iako se ne uklapaju u baroknu stilizaciju crkve.
Crkvu sv. Jurja još i danas krasi propovjedaonica,  koja je služila svojoj svrsi sve do novijeg doba elektronike sa suvremenim razglasom, zvučnicima i mikrofonima. S nje su mnogi veliki retori i oratori održali svoje slovo i pouku. Podigao ju je, 1. studenog 1785. godine, župnik Winkler i prvi je s nje održao propovijed.
U svetištu, s iste strane na kojoj je propovjedaonica, sačuvana je krstionica, iz čije su kupelji po sakramentu krštenja mnogi Petrovaradinci postali članovima Kristova naroda i djecom Božje obitelji, a jedan od njih je i slavni hrvatski ban Josip Juraj Franjo Jelačić,  na njenu stogodišnjicu, 16. listopada 1801. godine. 
Jelačić je rođen u Petrovaradinu 16. listopada 1801. godine, gdje mu je otac bio zapovjednik divizije. Istog dana kršten je u župnoj crkvi sv. Jurja u Petrovaradinu. U maticama krštenih iste župe upisan je u godinu 1801., pod rednim brojem 2, na stranici 312., a pod imenom Josepchus Georgius Franciscus Jellachich, kao legitimni sin oca: „Illiustrissimus dr. Franciscus liber paro Jellachich de Buzin insignis ord.: Maria Theresia militaris campi marschalus cocumtenens”, i majke: „Anna e liberis baronihus Portner de Hafflein conthorabis ejus”. Kum na krštenju malom Josipu Jelačiću je bio: „Excellentissimus D. D: Georgius de Gynel: Paro eques ordinis S. Elisabetha et S. S. Stephani generalis campi marschalus cocumtenens ac comendans combinionorum militarindans conthorale D: claranta de Lovasz”. Krstio ga je upravitelj župe dr. Damianus Nützl. 
Znamenita su zvona crkve sv. Jurja koja nisu doživjela sudbinu svih onih što su poskidana s crkava u austrijskoj monarhiji i prelijevana za topovske kugle za vrijeme Prvog svjetskog rata. Dva zvona ove crkve najstarija su na ovom području.
Sa zvonika crkve sv. Jurja danomice se razliježe zvon malog zvona, iz davne 1701. godine, cinklik ili cinkuš. U jutarnjim i večernjim satima ono odzvanja nad gradom kao draga uspomena na Farkaša koji je ovdje prije trista godina sabrao svoje malo stado. Zvono je teško 75 kg, a dar je zapovjednika petrovaradinske tvrđave onoga vremena. Nalazi se na istočnoj strani zvonika, prema Majuru. U gornjem prstenu piše: Goss – mich –Iohann – Nyspickher - in – Wien. U sredini zvona je monogram Marije Bogorodice (Mari) i Isusa Krista Spasitelja (IHS), s južne strane. Na istočnoj strani zvona je moto isusovačkog reda: Ad– Maiorem – Dei – Gloriam. Na sjevernoj strani je lik sveca (ili Bogorodice s Djetetom), a na zapadnoj strani su ugravirana slova: 
P – A – GOLDFINGER – V – STEINSPERGS – S – M – A – CAPIT PETROWARADINI
Veliko zvono poklonio je crkvi prigodom premještanja zvonika 1736. godine, dobrotvor Pavle Simić. Nalazi se na zapadnoj strani zvonika i teško je 120 kg, a lijevano je 1714. godine u Budimu. U gornjem prstenu zvona piše:S: S: P: IGNATI FRANCISCE XAVERI ORATE PRO NOBIS 1714.
Osim natpisa u gornjem prstenu zvona, na sredini su likovi dvaju svetaca. Na zapadnoj strani svetac u jednoj ruci drži križ, a u drugoj cvijet, vjerojatno ljiljan, kao simbol kršćanske čistoće. Svetac na istočnoj strani u lijevoj ruci drži Presveti oltarski sakramenat, a u desnoj križ. Prema tekstu iz gornjeg prstena dade se opravdano zaključiti da likovi svetaca predstavljaju sv. Ignacija Lojolu osnivača Družbe Isusove i sv. Franju Ksavera jednog od prvih isusovaca.
Crkva sv. Jurja ima dvije kripte: jednu stariju iza glavnog oltara, a drugu ispod same crkve, u koju se ulazi na vrata koja su na desnoj strani od glavnog ulaza u crkvu.
Kripta iza glavnog oltara bila je, namijenjena isključivo pokapanju isusovaca. Ona se ubrzo morala napustiti jer je bila vlažna. Zbog vlage oštećeni su kasnije natpisi grobova u tolikoj mjeri da su postali nečitki. 
Kripta ispod crkve zidana je kasnije i u njoj ima mjesta za sto i devet pokojnika. Kroz 110 godina, u njoj je pokopano osamdeset i šest osoba, a ostala su prazna dvadeset i tri groba. Kripta je bila namijenjena isključivo za pokapanje isusovaca i crkvenih službenika, ali je kasnije dopušteno da se u nju može pokopati svatko za koga se plati taksa od 50 forinti. 
Prema postojećim zapisnicima prvi pokop je obavljen 1758., a posljednji 1868. godine, kada je iz zdravstvenih razloga zabranjeno dalje pokapanje u kripti.
U kripti je oltar sv. Križa, s anđelima s lijeve i desne strane isklesanim iz mramora, a naročito je umjetnički uspio anđeo koji plače. Ovi kipovi spadaju među najuspjelije crkvene barokne skulpture XVII. stoljeća u Srijemu.
Pored ove kripte imala je i franjevačka crkva, sadašnja vojna bolnica, svoju kriptu koja je morala, zbog visokog vodostaja Dunava, biti napuštena. Radi toga su i neki franjevci pokapani u isusovačkoj kripti.
Nekadašnji isusovački samostan danas je rezidencija srijemskog biskupa. 

## Poznate povijesne osobe u crkvi sv. Jurja
- Josip II., prvi put je u Petrovaradinu 19. svibnja 1768., drugi put 16. svibnja 1783., treći 06. veljače 1786. i četvrti i zadnji puta je boravio u Petrovaradinu 23. ožujka 1788.
- Franjo I. sa suprugom Ludovikom je boravio u Petrovaradinu 14. listopada 1817.
- Franjo Josip I. 15. srpnja 1852.
- U samostanu sv. Jurja u Petrovaradinu je boravio kao mladi kapelan Josip Juraj Strossmayer od proljeća 1838. do listopada 1840. kada po biskupovom dekretu odlazi u Beč na nastavak studija.

## Popis župnika i upravitelja župe sv. Jurja u Petrovaradinu
- 1. Farkaš (Farckas) Ivan  	DI 	1693. – 1697.
- 2. Prenthaller Ivan      	DI	1697. – 1698.
- 3. Farkaš Ivan	DI	                 1698. – 1706.
- 4. Zunko (Zunggo) Franjo Ksaver DI	1706. – 1708.
- 5. Erthl Fridrich	DI	1708. – 1709.
- 6. Martin Jakov	DI	1710. – 1717.
- 7. Wolfbur Petar	DI	1718. – 1719.
- 8. Leger Ivan	DI	1720. – 1724.
- 9. Mayer Klemens	DI	1725. – 1727.
- 10. Kuniz Adam	DI	1728. – 1729.
- 11. Achtsnit Franjo	DI	1729. – 1730.
- 12. Heiss Matija	DI	1730. – 1731.
- 13. Zamberger Andrija	DI	1732. – 1734.
- 14. Rachenberger Matija	DI	1735. – 1737.
- 15. Thaller Tomo	 DI	1737. – 1738.
- 16. Ceschi Ignacije	 DI 	1738. – 1739.
- 17. Schalck Gašpar	DI	1739. – 1739.
- 18. Piculi Michael   	DI	1739. – 1739.
- 19. Kneidinger Leopold        	DI	1739. – 1741.
- 20. Perger Franjo	DI	1741. – 1742.
- 21. Karrer Antun	DI	1742. – 1743.
- 22. Prugger Bernard	DI	1744. – 1745.
- 23. Obermayer Franjo Ksaver DI	1746. – 1747.
- 24. Kosaček Joakim	DI	1748. – 1758.
- 25. Teuffel Karlo	DI	1759. – 1760.
- 26. Percaić Josip	DI	1761. – 1763.
- 27. Schissler Samuel	DI	1764. – 1766.
- 28. Schurian Sigismund	DI	1766. – 1767.
- 29. Kraus Leopold	DI	1768. – 1773.
- 30. Gašić Ivan	DI	1773. – 1774.
- 31. Winkler von Mohrenstreit  	Ivan Filip     	DI    	1774. – 1801.
- 32. Nützl dr Damjan	        EX – DI	          1801. – 1804. (IV)
- 33. Feusser (Feisser) Karlo Antun Benedikt 1804. – 1810.
- 34. Babić Gašpar	                 	  1810. – 1814.
- 35. Mihalić Antun 1815. – 1847.
- 36. Lešić Bartolomeo		                   1847. – 1848.
- 37. Radić Gašpar		                   1848. – 1851.
- 38. Domačinović Petar	           1851. – 1860.
- 39. Vučković Franjo		   1861. – 1866.
- 40. Ibišić Egidije	1866. – 1867.
- 41. Okrugić Ilija	1867. – 1897.
- 42. Edinger Antun	(1. VI) 1897. – 1900.
- 43. Ambrinac Alojzije Vjekoslav	           1900. – 1910.
- 44. Topalković Lujo (Ljudevit)              1910. – 1915.
- 45. Bertić Josip	                     1916. – 1921.
- 46. o. Metner Srećko		             1921. – 1922.
- 47. o. Gršković Rafael 1922. – 1923.
- 48. o. Miolin Franjo	                     1923. – 1926.
- 49. Jalovac Stjepan Silvestar 1926. – 1935.
- 50. Vražić Josip		             1935. – 1935.
- 51. Rancinger Stjepan 	                            1935. – 1936.
- 52. Berka Ivan		                       1936. – 1937.
- 53. Žabarović Adam		             1937. – 1941.
- 54. o. Firšt Konrad		             1941. – 1944.
- 55. o. Jus Petar		             1944. – 1946.
- 56. o. Han Teofil 1946. – 1947.
- 57. Peltz (Pelz, Pelc) Josip 1948.
- 58. o. Vlahov Ambroz		            1948. – 1949.
- 59. o. Glavač Božidar		            1949. – 1951.
- 60. o. Vlahović Gabrijel		    1951. – 1960.
- 61. o. Sparožić Atanazije 1960. – 1962.
- 62. o. Grgec Ivan		            1963.
- 63. o. Felja Jerko		            1963. – 1965.
- 64. o. Kamenski Dominik		            1965. – 1971.
- 65. o. Zlodi Zvonko		            1971. – 1972.
- 66. o. Vujić Jerko		            1972. – 1973.
- 67. Miler Stjepan		            1973. – 1980.
- 68. o. Matoš dr Jerko	  SAC 1980. – 1983.
- 69. o. Šibonjić Mijo	  SAC 1983. – 1985.
- 70. o. Spajić Franjo	  SAC 1985. – 1991.
- 71. o. Plum Marin	  SAC 1991. – 1992.
- 72. o. Međed Đuro	  SAC 1992. – 1992.
- 73. Miler Stjepan	     1992. – 2002.
- 74. Kljajić Marko	     2002. – 2004.

## Vanjske poveznice
Popis župa u Srijemu
Povijest Srijemske biskupije